# Polymorphinoidea
Polymorphinoidea — надродина форамініфер ряду Lagenida . Представники надродини відомі починаючи з  тріасу по сьогоднішній день. Раніше представників групи включали до надродини Nodosarioidea.

## Класифікація
- Родина Polymorphinidae
- Родина Ellipsolagenidae
- Родина Glandulinidae[3]